# Grandvillers
Grandvillers település Franciaországban, Vosges megyében. Lakosainak száma 724 fő (2022. január 1.). Grandvillers Fremifontaine, Pierrepont-sur-l’Arentèle, Gugnécourt, Viménil, Bruyères és Brouvelieures községekkel határos.

## Népesség
A település népességének változása:
| Lakosok száma | 747  | 774  | 777  | 753  | 743  | 744  | 738  | 731  | 724  |
|               | 2013 | 2015 | 2016 | 2017 | 2018 | 2019 | 2020 | 2021 | 2022 |